# Гора Шельтинга
Шельтинга — вершина в северной части Восточно-Сахалинских гор, в Поронайском районе Сахалинской области, в верховьях рек Песковской и Томаринки, в 3 км к востоку от мыса Шельтинга. Возвышаясь над окрестными хребтами более чем на 200м, гора видна с моря на расстоянии до 15км. Ближайший населенный пункт - пос. Трудовое, располагается в 42 км к ЮЮВ. Вершина названа в честь мичмана Алексея Шельтинга, участника 2-й камчатской экспедиции Беринга, составившего в 1742 году первое описание восточного  побережья Сахалина.